# Scarabaeus schinzi
Scarabaeus schinzi är en skalbaggsart som beskrevs av Leon Fairmaire 1888. Scarabaeus schinzi ingår i släktet Scarabaeus och familjen bladhorningar. Inga underarter finns listade i Catalogue of Life.